# ألبرت بيدفورد
ألبرت بيدفورد (12 سبتمبر 1932 بأديلايد في أستراليا - 25 مارس 2001) (بالإنجليزية: Albert Bedford)‏ هو لاعب كريكت أسترالي.

## وصلات خارجية
- ألبرت بيدفورد على موقع إي آس بي آن كريك إنفو (الإنجليزية)